# Tomás Bobadilla
Tomás Bobadilla (Neyba, 30 maart 1785 - Port-au-Prince, 21 december 1871) was van 1 maart tot 5 juni 1844 de eerste voorzitter van de Junta Central Gubernativa (centrale raad), de tijdelijke regering van de nieuwe Dominicaanse Republiek.

## Politiek
Hij was Haïtiaans regeringsfunctionaris onder president Jean-Pierre Boyer van Haïti. Francisco del Rosario Sánchez kon hem overhalen om deel te nemen aan de voorlopige regering van de toekomstige Dominicaanse Republiek om zijn politieke ervaring te gebruiken ten dienste van de Trinitarias.
Samen met Francisco Sánchez stelde hij, op 26 januari 1844, de Acta de Separación (Manifest van de onafhankelijkheid) op, dat de onmiddellijke behoefte aan een onafhankelijke republiek tot stand kon maken.
Op 1 maart werd Tomás Bobadilla als voorzitter van de Junta Central Gubernativa president van de jonge natie.
In 1847 werkte hij samen met Pedro Santana en in 1849 met Buenaventura Báez en bezette verschillende functies in verschillende regeringen. Ook werkte hij samen met president Pedro Antonio Pimentel en José María Cabral.

## Einde
Na zijn ballingschap in 1871 in Puerto Rico vertrok hij naar Haïti en stierf in hetzelfde jaar in Port-au-Prince op 86-jarige leeftijd. Zijn stoffelijke resten zijn nooit gevonden en konden daardoor niet worden gerepatrieerd naar zijn thuisland.
- Gemeinsame Normdatei: 1057415766
- Library of Congress Control Number: no2012048118
- Virtual International Authority File: 236611954
- WorldCat: E39PBJdRrFpk44Xtq3hvrxd84q